# Estação Ferroviária de Oliveira de Frades
A Estação Ferroviária de Oliveira de Frades foi uma interface da Linha do Vouga, que servia a vila de Oliveira de Frades, no Distrito de Viseu, em Portugal.

## Descrição
A superfície dos carris (plano de rolamento) da estação ferroviária de Oliveira de Frades ao PK 97+700 situa-se à altitude de 37 300 cm acima do nível médio das águas do mar. O edifício de passageiros situava-se do lado norte da via (lado esquerdo do sentido ascendente, para Viseu).

## História

### Planeamento e inauguração

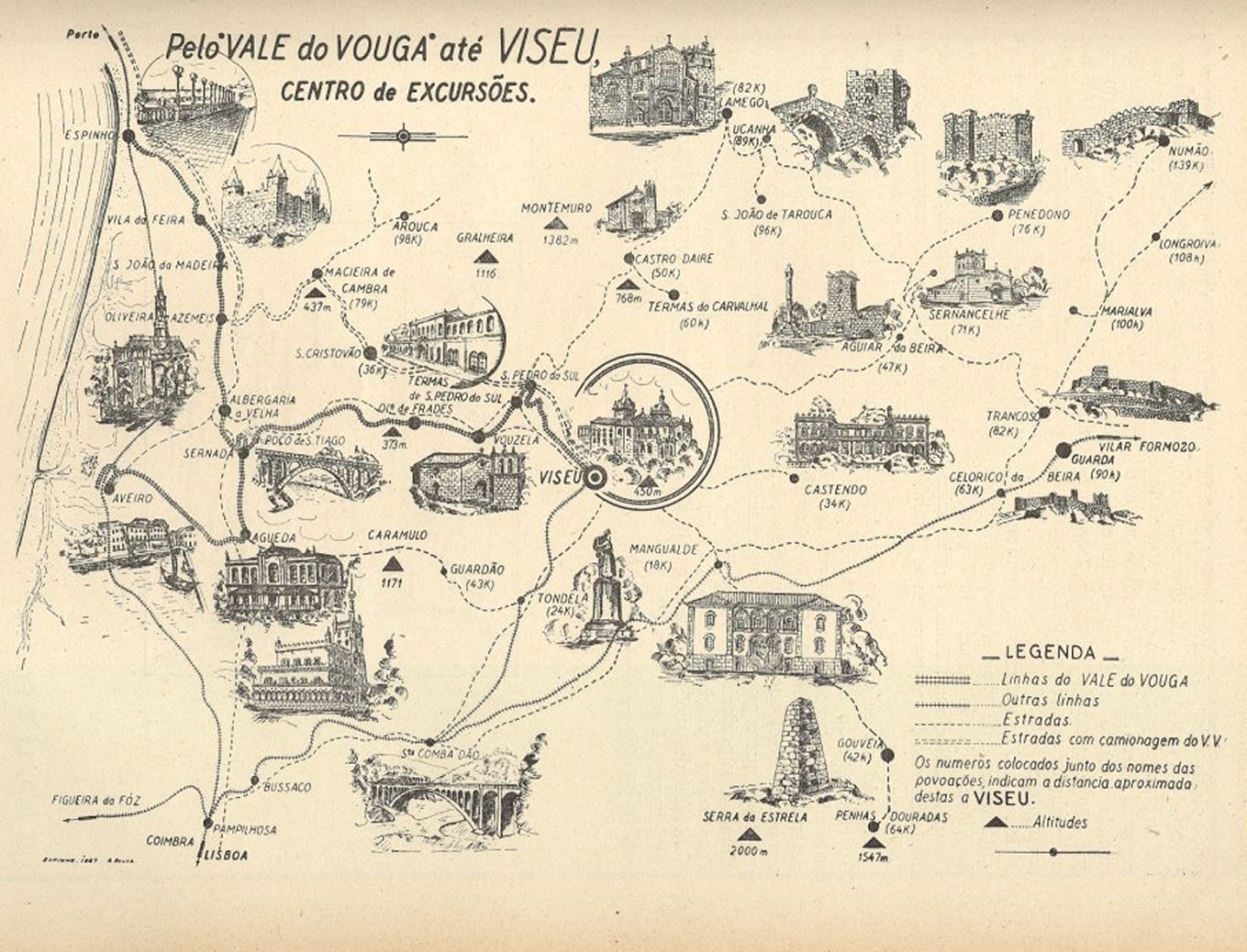
Mapa da Rede do Vouga em 1944, onde se referem várias estações, incluindo a de Oliveira de Frades.

Em 1889, Frederico Palha foi autorizado a construir um caminho de ferro desde a Estação de Espinho até à Linha de Santa Comba Dão a Viseu, com passagem por Oliveira de Frades e outras povoações. Em 1895, foi publicado o projecto para a Linha do Valle do Vouga, onde se confirmava a passagem por esta vila, considerando-se que esta seria uma das localidades mais importantes que iriam beneficiar com a nova linha. Nesta época, o principal meio de transporte em São Pedro do Sul e noutras povoações do vale do Rio Vouga eram as diligências até Estarreja, que eram muito morosas.
Esta gare fazia parte do lanço entre Ribeiradio e Vouzela, que entrou ao serviço  no dia 30 de Novembro de 1913, pela Compagnie Française pour la Construction et Exploitation des Chemins de Fer à l'Étranger. A estação foi situada no interior da vila de Oliveira de Frades.

### Década de 1940
Em 1 de Janeiro de 1947, a exploração da Linha do Vouga passou para a Companhia dos Caminhos de Ferro Portugueses.

### Encerramento e reconversão
A circulação no lanço entre Sernada do Vouga e Viseu foi encerrada em 2 de Janeiro de 1990, pela operadora Caminhos de Ferro Portugueses.
Em 25 de Março de 2025, o Jornal do Centro noticiou que estavam a decorrer as obras de conversão da antiga gare ferroviária no Centro Interpretativo da Linha do Vale do Vouga, seguindo-se depois a empreitada para a requalificação dos espaços envolventes ao edifício. A autarquia de Oliveira de Frades explicou que estas intervenções estavam integradas num programa municipal para a reabilitação de infraestruturas e de espaços urbanos e históricos, «visando a sua acessibilidade, segurança e inclusão», e referiu que os trabalhos nas áreas exteriores do Centro Interpretativo «permitirão criar ligações sinergéticas entre este espaço cultural, a Ecopista do Vouga e a Igreja de São Pelágio».

## Referências literárias

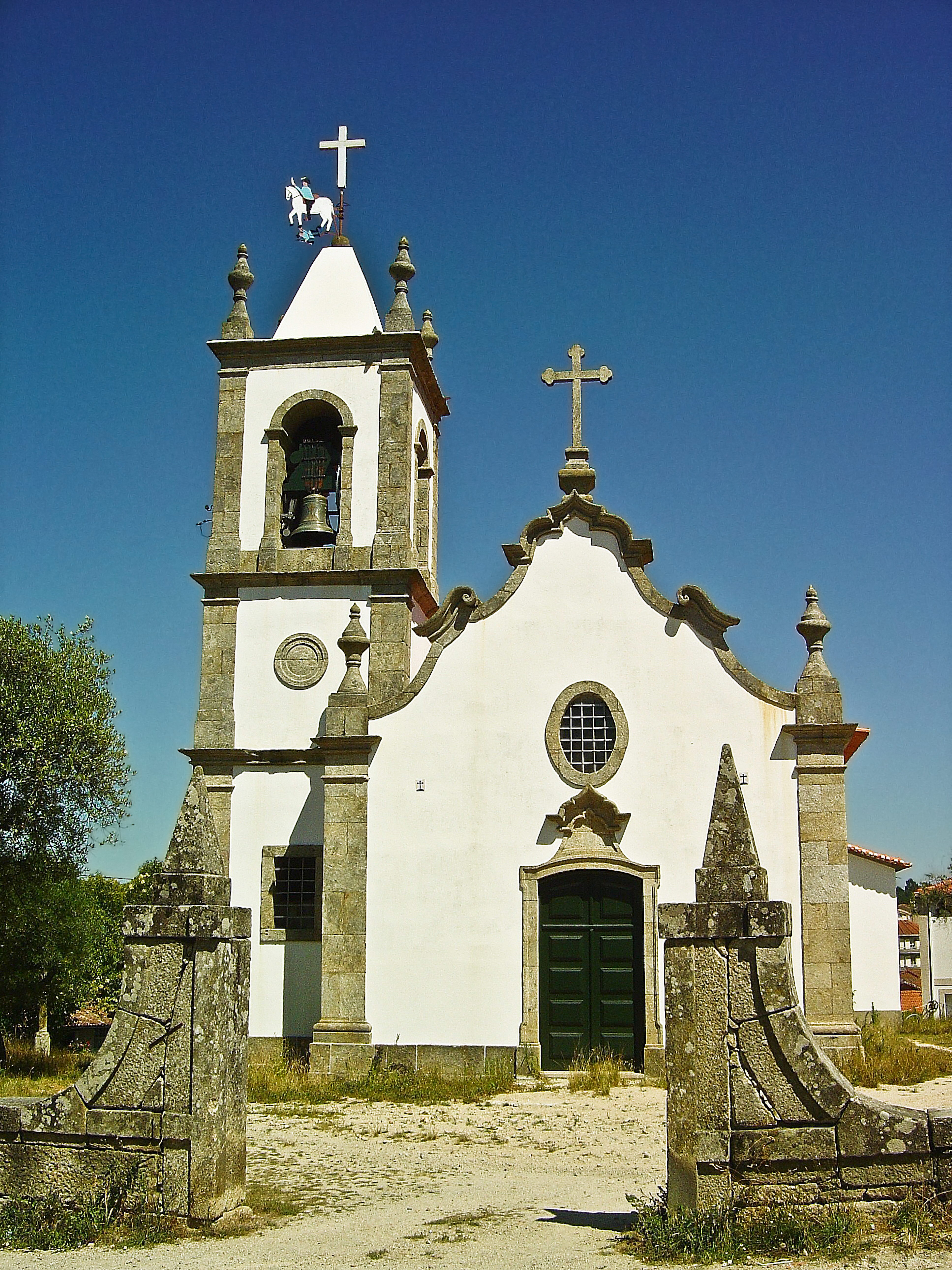
Igreja de São Pelágio: a segunda localização da estação de Oliveira de Frades situava-se-lhe contiguamente, para sul.